# Hiéroglyphe égyptien E8

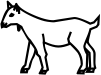
Hiéroglyphe du chevreau

Le hiéroglyphe égyptien E8 (chevreau) est classifié dans la section E « Mammifères » de la liste de Gardiner ; il y est noté E8.

## Représentation
Il représente un chevreau (Capra aegagrus hircus). Il est translittéré jb.

## Utilisation
| i | b | E8 | F27 |

| i | b | E8 | F27 |

| i | b | E8 |

| i | b | E8 |

ou phonogramme bilitère (rare) de valeur jb.
C'est un déterminatif du champ lexical du petit bétail.

## Exemples de mots
| i | b | E8 | W | pr |

| i | b | E8 | W | pr |

| E8 | H | N35A |

| E8 | H | N35A |

| S38 | w | t · E8 |

| S38 | w | t · E8 |